# Menogeia
Menogeia (in greco Μενόγεια?; in turco Ötüken o Menoyia) è una comunità (in greco κοινότητα?, koinótita) del distretto di Larnaca di Cipro, situata a 2 km a ovest di Anglisides.
Nel 2011, aveva una popolazione di 50 abitanti.

## Origini del nome
L'origine del nome è oscura. È possibile che, come molti altri villaggi di Cipro, questo villaggio abbia preso il nome da un signore feudale del periodo dei Lusignano. Nel 1958, i turco-ciprioti adottarono il nome alternativo Ötüken, il nome della montagna sacra degli antichi turchi. Il nome fu menzionato da Bilge Qaghan nelle iscrizioni dell'Orkhon come "il luogo da cui le tribù possono essere controllate".

## Società

### Evoluzione demografica
Il villaggio aveva una popolazione mista fino al 1946. Tuttavia, tutti i greco-ciprioti lasciarono il villaggio dopo il 1946. Non si sa se questo movimento sia legato al conflitto interetnico o meno. Durante la prima metà del XX secolo, la popolazione del villaggio aumentò gradualmente, passando da 116 persone nel 1891 a 202 nel 1946. Tuttavia, in seguito alla partenza dei greco-ciprioti negli anni '50, la popolazione del villaggio diminuì, scendendo da 202 abitanti nel 1946 a 143 nel 1960.
Nessuno fu sfollato nel 1963 e nel 1964, ma il villaggio accolse le famiglie turco-cipriote sfollate che avevano evacuato i loro villaggi. Nel 1971 nel villaggio vivevano 12 sfollati turco-ciprioti. Questo numero era molto più alto prima del 1968, quando nel villaggio vivevano molti turco-ciprioti sfollati che erano fuggiti principalmente da Lefkara, Pyrga, Anafotida e Maroni. Il villaggio dipendeva militarmente dall'enclave turco-cipriota di Larnaca. L'ultimo spostamento legato al conflitto ebbe luogo durante la guerra del 1974. Dopo il settembre 1974, la maggior parte dei turco-ciprioti del villaggio fuggì nel nord dell'isola controllato dai turchi. Molti cercarono anche rifugio nell'Area della Base Sovrana Britannica di Dhekelia prima di essere reinsediati nel nord. I restanti turco-ciprioti furono evacuati dall'UNFICYP nell'agosto 1975, su loro richiesta. La maggior parte dei turco-ciprioti di Menoyia furono reinsediati nel villaggio di Spathariko nel distretto di Famagosta, rinominandolo Ötüken, che era il nome turco alternativo di Menoyia. Il numero totale di sfollati turco-ciprioti di questo villaggio è stimato in circa 210 (207 nel 1973).
Attualmente il villaggio è abitato da greco-ciprioti sfollati dal nord. Il censimento del 2001 dava per Menogeia una popolazione di 50 persone.